# Jaisalmer (district)
Jaisalmer is een district van de Indiase staat Rajasthan. Het district telt 507.999 inwoners (2001) en heeft een oppervlakte van 38.401 km². Het district is genoemd naar de gelijknamige hoofdstad Jaisalmer.
Het district Jaisalmer ligt in de Tharwoestijn, die op de grens van India en Pakistan ligt. Ten noordoosten van het district ligt Bikaner, ten oosten Jodhpur, ten zuiden Barmer en ten westen en noorden ligt Pakistan.